# Herovering van Fort Zeelandia
De herovering van Fort Zeelandia (of de inbeslagname van Fort Zeelandia) was een korte militaire actie op 13 oktober 1667 aan het einde van de Tweede Engels-Nederlandse Oorlog, waarbij een Engelse troepenmacht onder bevel van admiraal Sir John Harman met geweld de Nederlandse nederzetting Nieuw-Middelburg (het huidige Paramaribo) en Fort Zeelandia, onder leiding van Maurits de Rama, aanviel. De Engelsen bezetten het gebied slechts voor korte tijd tot het Verdrag van Breda, waarna het opnieuw in Nederlandse handen kwam. De Nederlanders hadden eerder dit jaar Zeelandia veroverd en de Engelse herovering was de laatste slag op het einde van de oorlog tussen Engeland en de Nederlandse Republiek.

## Achtergrond
Fort Zeelandia werd voor het eerst veroverd door de Engelsen in 1651 tijdens het begin van de Eerste Engels-Nederlandse Oorlog en bleef onder Engels bewind totdat commandeur Abraham Crijnssen Fort Zeelandia heroverde op 6 mei 1667 in een periode waarin de Fransen en de Nederlanders een totale overheersing over de Caraïben hadden. Dit veranderde echter toen admiraal Harman de Fransen een zware nederlaag toebracht bij Martinique en Crijnssen de Caraïben had verlaten om de Kolonie Virginia aan te vallen, waarna de Engelsen nu de volledige overheersing van de Caribische zeeën hadden.
Harman zette zijn opmars verder en probeerde de Franse en Nederlandse nederzettingen in Zuid-Amerika te veroveren. Na zijn overwinning bij Martinique bevoorraadde Harman zich op Barbados, waarna hij zich naar het zuiden waagde en vervolgens naar het westen langs de Zuid-Amerikaanse kust zijn reis vervolgde. Hij veroverde en plunderde Cayenne dat in Franse handen was. Na twee weken bezetting trok hij verder naar het westen naar de Nederlandse nederzetting bij Fort Zeelandia.

## Gevecht
Harman arriveerde op 13 oktober aan Fort Zeelandia dat werd gedomineerd door een zwaar verdedigd fort. Toen hij zag dat een directe aanval onverstandig zou zijn, liet Harman zijn troepen een halve mijl van het fort van boord gaan. De Engelsen omsingelden het fort en riepen het 300 man tellende garnizoen onder Maurits de Rame op om zich bij het vallen van de avond over te geven. De Nederlanders weigerden echter omdat ze wisten dat hun fort goed werd verdedigd en bevoorraad was.
Harman verloor na vier dagen windstilte zijn geduld en op 17 oktober lanceerden de Engelsen een gecombineerde land- en zee-aanval voorafgegaan door een zwaar bombardement. Na zware gevechten waarbij aan beide zijden een vijftigtal slachtoffers vielen, stuurde de Rame een verzoek aan Harman om voorwaarden te bespreken.
Terwijl er gesprekken werden gevoerd, zwommen enkele Engelse soldaten heimelijk rond het versterkte Fort Zeeland en klommen ze snel over de muren van het fort waarbij ze de verdedigers verrasten en het fort konden innemen. De Engelsen stuurden snel versterkingen met roeiboten gevuld met soldaten en bezetten het fort, waarbij ze de veroverde kanonnen op de Nederlanders richtten die hun positie als onhoudbaar zagen. De Rame had geen andere keuze dan de hele nederzetting over te geven.

## Gevolgen
De gevangen Nederlanders werden naar Sint Eustatius verscheept en vervolgens vrijgelaten. De Engelsen bezetten Zeelandia en hernoemden het opnieuw tot Fort Willoughby, deze maal naar de Engelse Caribische gouverneur Henry Willoughby, die vervolgens formeel de controle over de nederzetting overnam. In deze fase was de oorlog al voorbij, maar het nieuws over de verovering kwam net te laat voor het verdrag van Breda.
Twee weken later kwam er nieuws uit Nederland dat de kolonie volgens het Verdrag aan de Nederlandse Republiek zou worden teruggegeven. Gouverneur Willoughby weigerde hieraan te voldoen en besloot in plaats daarvan de vestingmuren te vernietigen en de nederzetting te plunderen. Admiraal Harman vertrok naar Barbados waar hij op 20 november arriveerde, in afwachting van zijn terugkeer naar Engeland.